# Bernard Knubel
Bernard Wilhelm Knubel (* 13. November 1872 in Münster; † 16. April 1957 ebenda) war ein deutscher Radrennfahrer, der bei den Radsportwettkämpfen der ersten Olympischen Sommerspiele der Neuzeit 1896 in Athen an den Start ging.

## Familie
Bernard Knubel wurde in Münster als eines von neun Kindern eines Eisenbahnarbeiters geboren. Nach der Schule ging er in eine Bildhauer-Lehre bei dem lokal bekannten Künstler Wilhelm Bolte, konnte diesen Beruf aber aus gesundheitlichen Gründen nicht lange ausüben. Die Familie von Bernard Knubel war radsportbegeistert, so auch zwei seiner Brüder Johannes, der später Bildhauer in Düsseldorf wurde, und Anton, der zunächst ein Fahrradgeschäft in Münster betrieb, später ein Flugpionier wurde und 1915 tödlich abstürzte.

## Sportkarriere
Sechs Wochen vor Beginn der Spiele erging vom Deutschen Unter-Ausschuss zur Teilnahme an den olympischen Spielen in Athen ein öffentlicher Aufruf, auf den hin sich Sportler melden sollten. Knubel erhielt vier Tage vor Abreise den endgültigen Bescheid und gehörte zu den 21 deutschen Sportlern, die nach Athen reisten. Die Reisekosten musste er zum Teil selbst übernehmen, und er kam erst einen Tag vor Beginn der Wettkämpfe am Zielort an. Er startete beim 100-Kilometer-Rennen im Velodrom Neo Faliro, musste aber nach etwa der Hälfte der Distanz wegen Wadenkrämpfen aufgeben. Zur Anerkennung seiner Teilnahme an den Spielen erhielt er eine bronzene Medaille. Knubel war für weitere Rennen gemeldet, bei denen er aber nicht startete.

## Nach dem Sport
Nach seiner Rückkehr aus Athen übernahm Bernard Knubel das Fahrradgeschäft seines Bruders Anton und heiratete. Den Radsport gab er fast vollständig auf. In späteren Jahren litt Knubel unter nahezu vollständiger Taubheit.
Das Angebot von Knubels Geschäft wurde nach und nach um Motorräder und später um Autos erweitert. Das Autohaus Knubel war das erste in Münster und hatte ab 1907 die Generalvertretung der Adlerwerke, später die Generalvertretung von Volkswagen für Münster und das Münsterland. Das Unternehmen besteht noch heute in Familienbesitz (Stand 2019).